# Апшер (округ, Техас)
О́круг Апшер (англ. Upshur county) — округ штата Техас Соединённых Штатов Америки. На 2000 год в нём проживало 35 291 человек. По оценке бюро переписи населения США в 2008 году население округа составляло 38 331 человек. Окружным центром является город Гилмер.

## История
Округ Апшер был сформирован в 1846 году из части округа Гаррисон. Он был назван в честь Эйбела Паркера Апшера, госсекретаря США в президентство Джона Тайлера.